# Грантова златна кртица
Eremitalpa granti је сисар из реда Afrosoricida и фамилије Chrysochloridae.

## Угроженост
Ова врста је наведена као последња брига, јер има широко распрострањење и честа је врста.

## Распрострањење
Врста је присутна у Јужноафричкој Републици и Намибији.